# Милан Топлица
Милан Топлица (серб. Милан Топлица) известный также как Милан из Топлице (серб. Милан из Топлице; ? — 15 июня 1389, Косово поле) — легендарный сербский витязь, который погиб в битве на Косовом поле с турками-османами в 1389 году.
Одна из центральных фигур в сербской эпической поэзии, в которой он воспевается как национальный герой. Согласно традиции, находился на службе у правителя Сербии Лазаря Хребеляновича во время вторжения Османской империи на Балканы в 1389 году.
Согласно народным песням Милан родился в нынешнем Топлицком округе, в южной Сербии. Был князем Топлицким и одним из владельцев «пограничных районов» сербского князя Лазаря Хребеляновича. Считался лучшим лучником своего времени, поэтому часто визуально изображается с луком и стрелами. Его также часто называют очень высоким. Считался одним из самых надёжных рыцарей Лазаря. Был побратимом Милоша Обилича и Ивана Косанчича. Вместе с ними принадлежал к рыцарскому роду Змай.
Непосредственно перед битвой он пообещал взять в жёны Косовскую девушку, которая после битвы на Косовом поле в поисках своего суженого, от умирающего воина Павла Орловича узнала о его гибели, как сказано в сербской эпической песне, записанной и опубликованной Вуком Караджичем в начале XIX века.
Вблизи г. Валево находится замок Берковац Милана Топлицы.

## Память
- Почитается в Сербии святым мучеником.